# Tadeusz Kijonka

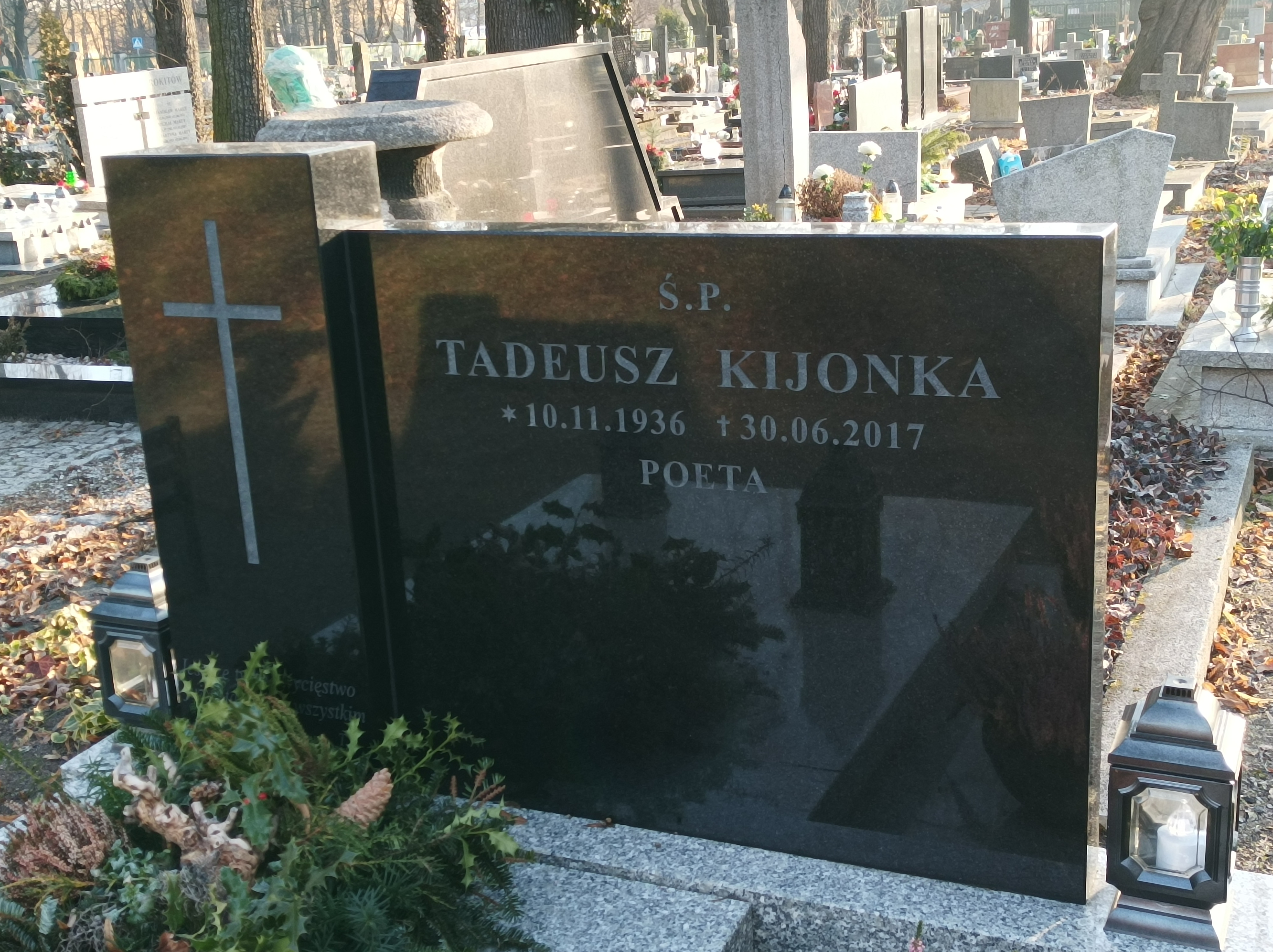
Grób Tadeusza Kijonki na cmentarzu ewangelickim przy ul. Francuskiej w Katowicach

Tadeusz Bolesław Kijonka (ur. 10 listopada 1936 w Radlinie, zm. 30 czerwca 2017 w Katowicach) – polski poeta, dziennikarz, autor utworów scenicznych, poseł na Sejm PRL IX kadencji i na Sejm kontraktowy.

## Życiorys
Syn Antoniego i Róży. Dzieciństwo spędził w rodzinnej miejscowości. Uczęszczał do Technikum Budowy Maszyn Górniczych w Rybniku. W 1960 ukończył studia na Uniwersytecie Jagiellońskim. Od 1967 do 2013 pełnił funkcję kierownika literackiego Opery Śląskiej. W latach 1985–1991 był posłem na Sejm PRL IX kadencji oraz na Sejm kontraktowy z ramienia Polskiej Zjednoczonej Partii Robotniczej, z której wystąpił wkrótce po wyborach w 1989. W latach 90. kandydował do Sejmu z listy Polskiego Stronnictwa Ludowego. W 1992 założył i został prezesem Górnośląskiego Towarzystwa Literackiego. Od założenia w 1995 nieprzerwanie do 2013 pełnił funkcję redaktora naczelnego miesięcznika społeczno-kulturalnego „Śląsk”. Był członkiem komitetu poparcia Bronisława Komorowskiego przed wyborami prezydenckimi w 2010 i w 2015.
4 lipca 2017 został pochowany na cmentarzu ewangelickim przy ul. Francuskiej w Katowicach (kwatera 10/1/18).

## Twórczość poetycka
Debiutował w „Trybunie Robotniczej” w 1955 tryptykiem pt. Konstantynopol Mickiewicza, za który otrzymał pierwszą nagrodę w studenckim konkursie poetyckim z okazji Roku Mickiewicza. O jego twórczości pisali m.in. Andrzej Krzysztof Waśkiewicz, Krzysztof Mętrak, Sergiusz Sterna-Wachowiak, Tadeusz Kłak, Bronisław Maj, Michał Sprusiński, Marian  Kisiel, Anna Węgrzyniak, Krystyna Heska-Kwaśniewicz.
Wskazywano, że w jego twórczości dominowały wielokrotnie drążone, przekształcane i wzbogacane motywy śląskie (np. hałda, Leśnica, Radlin), ale również wątki romantyczne (np. odwołania do twórczości Adama Mickiewicza, bunt, dialogi z Bogiem), patriotyzm wyrażany m.in. zachwytem nad pięknem ojczyzny, umiłowaniem tradycji i rodzimego krajobrazu, a także nawiązania do bolesnych kart historii Polski oraz obecność motywów antycznych (Syzyf, Horacy).
Poświęcono mu książkę Światy poetyckie pod redakcją Tadeusza Siernego i Mariana Kisiela, który nazwał go „poetą trzech tematów – ziemi, pamięci i ciała”.

## Publikacje
- Witraże (Katowice 1959) – debiut
- Rzeźba w czarnym drzewie (Katowice 1967)
- Kamień i dzwony (Warszawa 1975)
- Pod Akropolem (Warszawa 1979)
- Śnieg za śniegiem (Warszawa 1981)
- Poezja wybrane (Warszawa 1982)
- Czas zamarły (Warszawa 1991 i Katowice 2011)
- Echa: wiersze (Katowice 1992)
- Siostry (wydanie bibliofilskie, Pszczyna 1992)
- Labirynty. Pięć poematów polskich (Katowice 1993)
- Z mojego brzegu. Liryki i monologi miłosne (wybór) (Katowice 1995)
- Czas, miejsca i słowa. Wybór wierszy (Katowice 2013)
- 44 sonety brynowskie. Z obrazami Jerzego Dudy-Gracza (Katowice 2014) – finał Nagrody Poetyckiej im. Konstantego Ildefonsa Gałczyńskiego – Orfeusz w 2015[12]
- Słowo w słowo (Mikołów 2015)
- Wiersze wigilijne (Katowice 2019)

## Odznaczenia i wyróżnienia
- Krzyż Komandorski Orderu Odrodzenia Polski (1997)[13]
- Krzyż Oficerski Orderu Odrodzenia Polski (1988)
- Krzyż Kawalerski Orderu Odrodzenia Polski
- Srebrny Medal „Zasłużony Kulturze Gloria Artis” (2015)[14]
- Nagroda Prezesa Rady Ministrów za twórczość dla dzieci
- Nagroda im. Karola Miarki (1988)[15]
- Nagroda im. Wojciecha Korfantego przyznana przez Związek Górnośląski (2002)[16]
- Nagroda Kulturalna Śląska (2005)[17]
- Śląski Szmaragd (2012)